# Климово (Перцевский сельсовет)
Кли́мово — деревня в Грязовецком районе Вологодской области России, на реке Лухта.
Входит в состав Перцевского муниципального образования, с точки зрения административно-территориального деления — в Перцевский сельсовет.
Расстояние по автодороге до районного центра Грязовца — 2 км, до центра муниципального образования Слободы — 8 км. Ближайшие населённые пункты — Дюкосово, Камешник, Бурцево.
По данным переписи в 2002 году постоянного населения не было.